# Olympische Sommerspiele 1996/Teilnehmer (Venezuela)
| Gelbes Symbol für Goldmedaillen mit stilisierten Olympischen Ringen | Graues Symbol für Silbermedaillen mit stilisierten Olympischen Ringen | Braundes Symbol für Bronzemedaillen mit stilisierten Olympischen Ringen |
| ------------------------------------------------------------------- | --------------------------------------------------------------------- | ----------------------------------------------------------------------- |
| —                                                                   | —                                                                     | —                                                                       |

Venezuela nahm an den Olympischen Sommerspielen 1996 in Atlanta, USA, mit einer Delegation von 39 Sportlern (34 Männer und fünf Frauen) teil.

## Teilnehmer nach Sportarten

### Boxen
- Carlos Barreto
Bantamgewicht: 9. Platz

- Jesús Guevara
Superschwergewicht: 17. Platz

### Fechten
- Carlos Rodríguez
Florett, Einzel: 40. Platz
Florett, Mannschaft: 11. Platz

- Rafael Suárez
Florett, Einzel: 42. Platz
Florett, Mannschaft: 11. Platz

- Alfredo Pérez
Florett, Einzel: 42. Platz
Florett, Mannschaft: 11. Platz

- Carlos Bravo
Säbel, Einzel: 39. Platz

### Gewichtheben
- Julio Luna
Mittelschwergewicht: 9. Platz

### Judo
- Katty Santaella
Frauen, Halbleichtgewicht: 14. Platz

- Xiomara Griffith
Frauen, Halbmittelgewicht: 7. Platz

- Francis Gómez
Frauen, Halbschwergewicht: 9. Platz

### Leichtathletik
- Rubén Maza
Marathon: 59. Platz

- Carlos Tarazona
Marathon: 89. Platz

- Néstor Nieves
3000 Meter Hindernis: Vorläufe

- Yojer Medina
Kugelstoßen: 23. Platz in der Qualifikation

### Radsport
- Hussein Monsalve
Straßenrennen: 116. Platz

- Manuel Guevara
Straßenrennen: Rennen nicht beendet

- Rubén Abreu
Straßenrennen: Rennen nicht beendet

- Carlos Alberto Moya
Straßenrennen: Rennen nicht beendet

- José Balaustre
Straßenrennen: Rennen nicht beendet

- Daniela Larreal
Frauen, Sprint: 2. Runde

- Daniela Larreal
Frauen, Punkterennen: 15. Platz

### Ringen
- José Ochoa
Halbfliegengewicht, griechisch-römisch: 16. Platz

- Winston Santos
Federgewicht, griechisch-römisch: 19. Platz

- Nestor García
Weltergewicht, griechisch-römisch: 17. Platz

- Elias Marcano
Mittelgewicht, griechisch-römisch: 16. Platz

- Emilio Suárez
Schwergewicht, griechisch-römisch: 15. Platz

- Luis Varela
Mittelgewicht, Freistil: 17. Platz

### Schwimmen
- Francisco Sánchez
50 Meter Freistil: 7. Platz
100 Meter Freistil: 8. Platz
100 Meter Schmetterling: 17. Platz
4 × 100 Meter Freistil: 13. Platz
4 × 200 Meter Freistil: 11. Platz

- Carlos Santander
200 Meter Freistil: 27. Platz
4 × 100 Meter Freistil: 13. Platz
4 × 200 Meter Freistil: 11. Platz

- Ricardo Monasterio
400 Meter Freistil: 25. Platz
1500 Meter Freistil: 20. Platz

- Alejandro Carrizo
4 × 100 Meter Freistil: 13. Platz

- Diego Henao
4 × 100 Meter Freistil: 13. Platz
4 × 200 Meter Freistil: 11. Platz

- Rafael Manzano
4 × 200 Meter Freistil: 11. Platz

- Nelson Mora
200 Meter Schmetterling: 24. Platz

### Segeln
- Roland Milošević
Windsurfen: 26. Platz

### Tennis
- Nicolás Pereira
Einzel: 17. Platz
Doppel: 17. Platz

- Jimy Szymanski
Einzel: 33. Platz

- Juan Carlos Bianchi
Doppel: 17. Platz

### Tischtennis
- Fabiola Ramos
Frauen, Einzel: 49. Platz

### Wasserspringen
- Dario di Fazio
Kunstspringen: 25. Platz
Turmspringen: 25. Platz